# Derambila puella
Derambila puella là một loài bướm đêm trong họ Geometridae.